# 山姆·麥昆
薩繆爾·詹姆斯·「山姆」·麥昆（英語：Samuel James "Sam" McQueen；1995年2月6日—）是一位已退役英格蘭足球運動員，在場上的位置是側鋒。山姆出生在南安普敦。。